# Moosmann

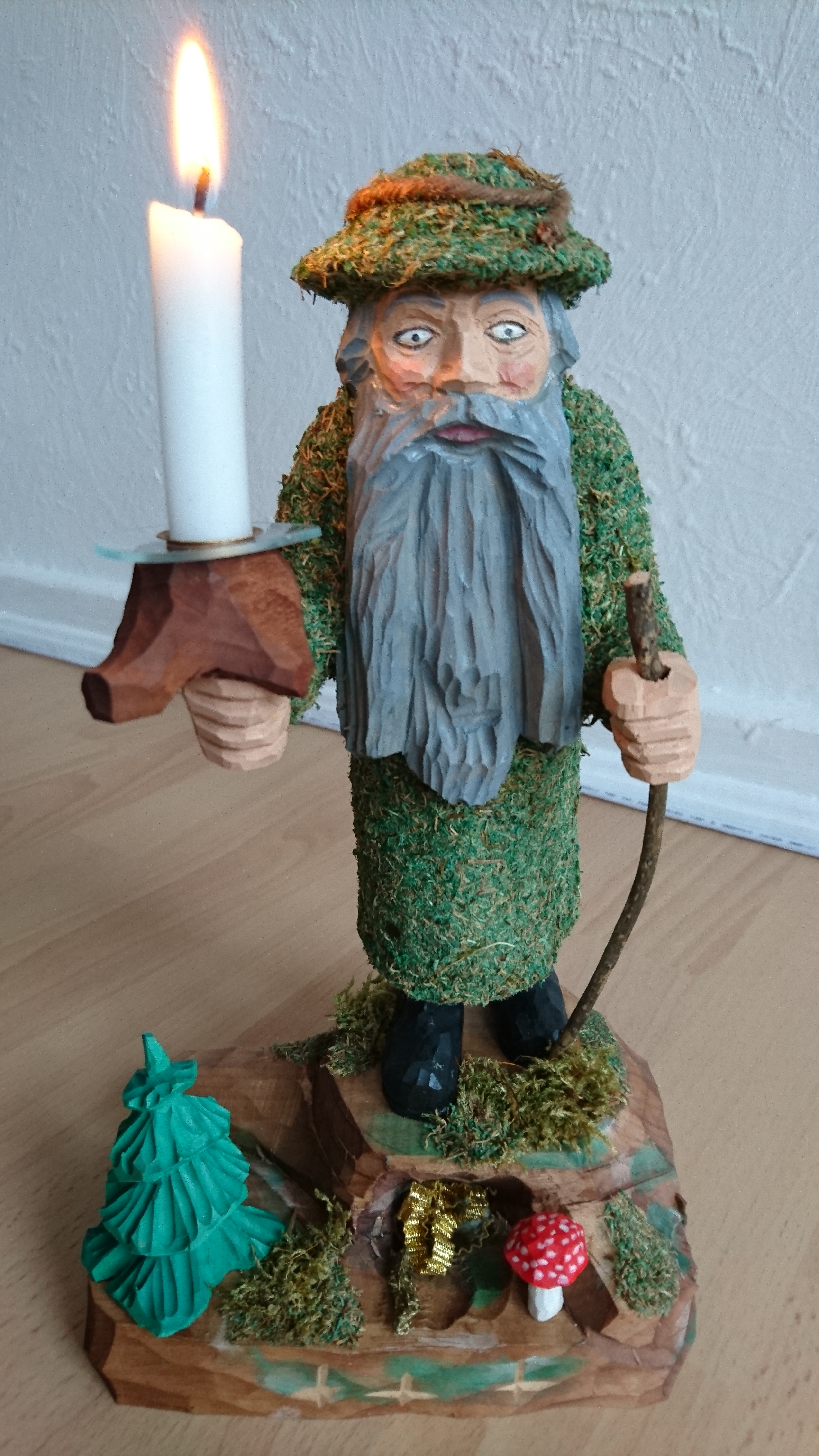
Moosmann, klassisch

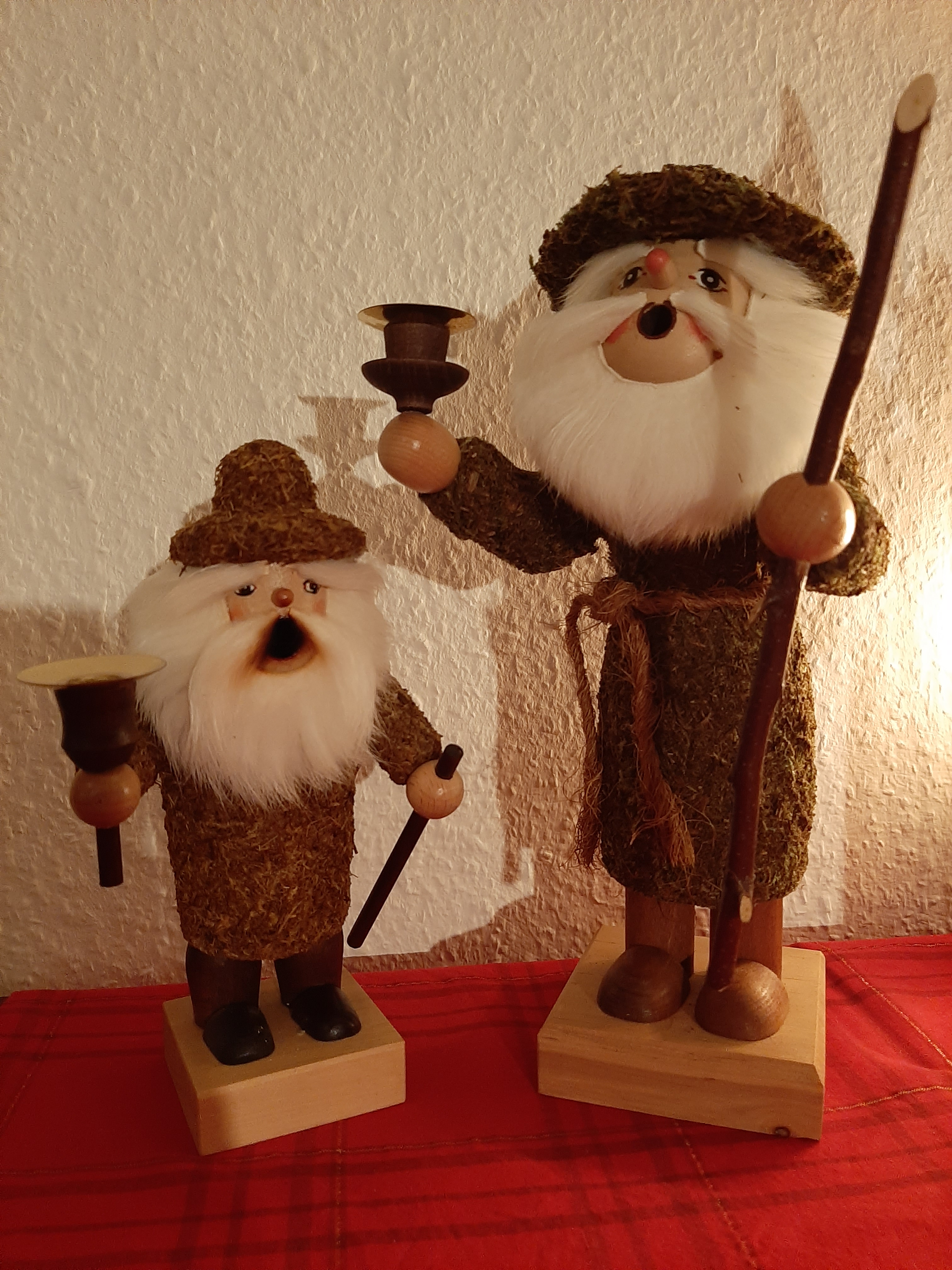
Zwei Moosmänner als Räuchermänner

Der Moosmann (auch Moosmännel, Moosmaa oder vogtl. Muesmoa) ist eine vogtländische Sagengestalt. Obwohl er im Grunde für das gesamte Vogtland typisch ist, stellt er heute nur noch in wenigen Gegenden einen lebendigen Brauch dar. Die seltener auftretende, weibliche Form ist das Moosweibel. 
Ausgehend von der Sagengestalt entstand die Tradition von Volkskünstlern diese Figuren  in verschiedenen Ausdrucksformen darzustellen. 

## Die Sage
Der Moosmann, der selbst in tiefster Not lebte, stand guten Menschen in ihrer Armut jederzeit helfend zur Seite. Moosmann und Moosweibel, nur drei Fuß hoch, lebten im tiefen Wald unter Baumstöcken und in Höhlen, nährten sich kümmerlich von Wurzeln und Früchten des Waldes und kleideten sich notdürftig mit Moos und Tannenzweigen. Sie hatten nur einen Feind, den „Wilden Jäger“. Vor ihm und seinem Gefolge waren sie sicher unter den Baumstämmen und -stöcken, in die die Holzhauer drei Kreuze geschlagen hatten. Den Menschen waren die Moosleute freundlich gesinnt. „Sie halfen besonders den Armen, und das Laub“ – drei Handvoll mussten es sein –, „mit dem sie gute Taten belohnten, verwandelte sich in Gold, so daß die Not der armen Waldbewohner ein Ende nahm.“
In der Weihnachtszeit fliehen die Moosmännchen aus dem unwirtlichen, verschneiten Wald zu den Menschen in die weihnachtlichen Stuben und bleiben dort die zwölf Unternächte lang, um dann wieder in ihren geliebten und so nützlichen Wald zurückzukehren.
Nach Ansicht der Volkskundler erinnert der das Weihnachtslicht tragende Moosmann an das im Winter unter warmen Moosen ruhende Leben und an die wiederkehrende Sonne.

## Historie und Volkskunst

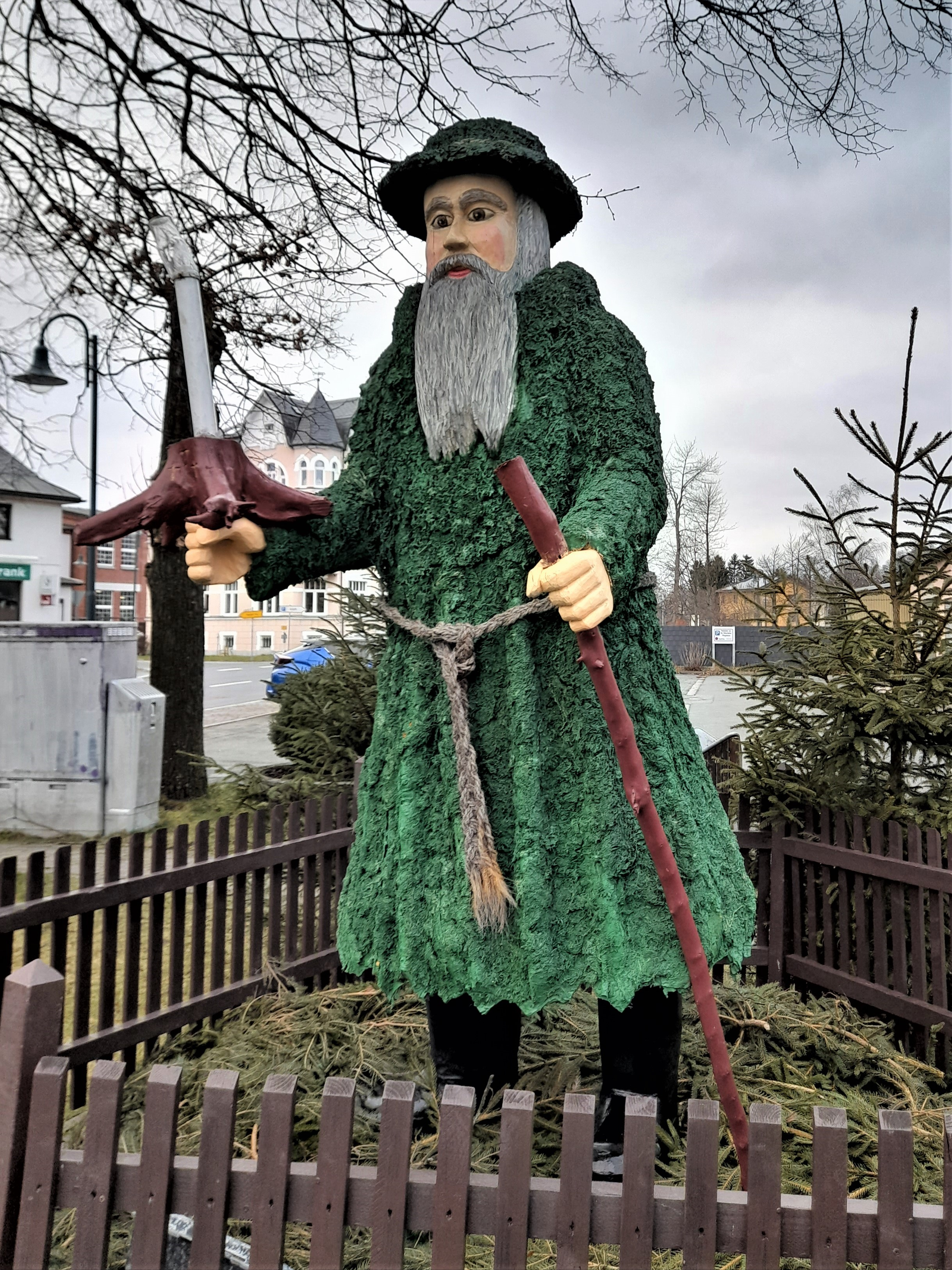
Riesen-Moosmann in Grünbach

In den weiten Waldgebieten im Osten, Südosten und Nordwesten des Vogtlandes wurde der Moosmann als Träger des Weihnachtslichtes noch in der zweiten Hälfte des 19. Jahrhunderts gebastelt. Kernstück der Figur war der sogenannte „Bankert“, ein einfaches Holzskelett aus ungefügtem Rumpf mit angenagelten Armen und eingefügten Beinen. Hände und Füße, meist von geübten Schnitzern bezogen, wurden an Arme und Beine geleimt. Auch die Köpfe lieferten die Schnitzer, sofern sich die Bastler nicht begnügten, ihren Moosmann mit einem Kopf aus Porzellan oder später aus Zelluloid zu versehen. Der Moosmann erhielt einen Anzug aus Pappe, den meist die Frauen anfertigten und der – das ist das Wesentliche – ganz und gar mit Moos beklebt wurde. In der einen Hand trug der Moosmann das Weihnachtslicht, in der anderen einen Baumast als Wanderstab.
Bei dieser primitiven Form sind die Bastler nicht stehengeblieben. Im Laufe der Jahre sind Moosmänner in der Gestalt von Rittern, Soldaten, Jägern, Förstern und Waldgängern entstanden, die anstelle des einfachen Weihnachtslichtes einen kleinen Drehturm, einen Schwibbogen oder ein Tannenbäumchen trugen. Was aber allen gemeinsam ist, das ist das Kleid von grünem Moos aus dem Heimatwald.
Im östlichen Vogtland, wo sich nach 1945 die Volkskunst des Schnitzens stark entwickelt hat, sind vor allem die Falkensteiner Schnitzer mit Erfolg darangegangen, den fast in Vergessenheit geratenen Moosmann zu neuem Leben zu erwecken, ihn ganz aus Lindenholz zu schnitzen und ihm ein der Sage gemäßes Aussehen zu geben.
Wenn die Alten Moosmänner bastelten, so trieb sie nicht selten bittere wirtschaftliche Not dazu: „In den Städten suchen arme Kinder einige Groschen zu verdienen, sie bauen Pyramiden von Holzstäben, die mit Moos oder buntem Papier umkleidet und an welche Dillen mit Lichtern befestigt werden. Oder sie verfertigen in Reichenbach Moosmänner, um sie am Christmarkte feilzubieten.“ Das schrieb Dr. Johann August Ernst Köhler im Jahr 1867 in seinem Werk „Volksbrauch, Aberglauben, Sagen und andere alte Überlieferungen im Voigtlande“.
Moosmanngeschichten und Moosmannsagen findet man jedoch vom Thüringer Wald bis hin zum Erzgebirge bei Dresden in den Büchern der Märchenerzähler. So gesehen wurde die urtypische Vogtlandfigur zum allgemeinen Moosmann. Im Heimatmuseum Falkenstein sind zahlreiche Figuren ausgestellt, unter denen sich auch Moosweiblein befinden. In Grünbach wird jährlich der „Moosmanncup“, ein Laufwettbewerb, ausgetragen.

## Bildergalerie

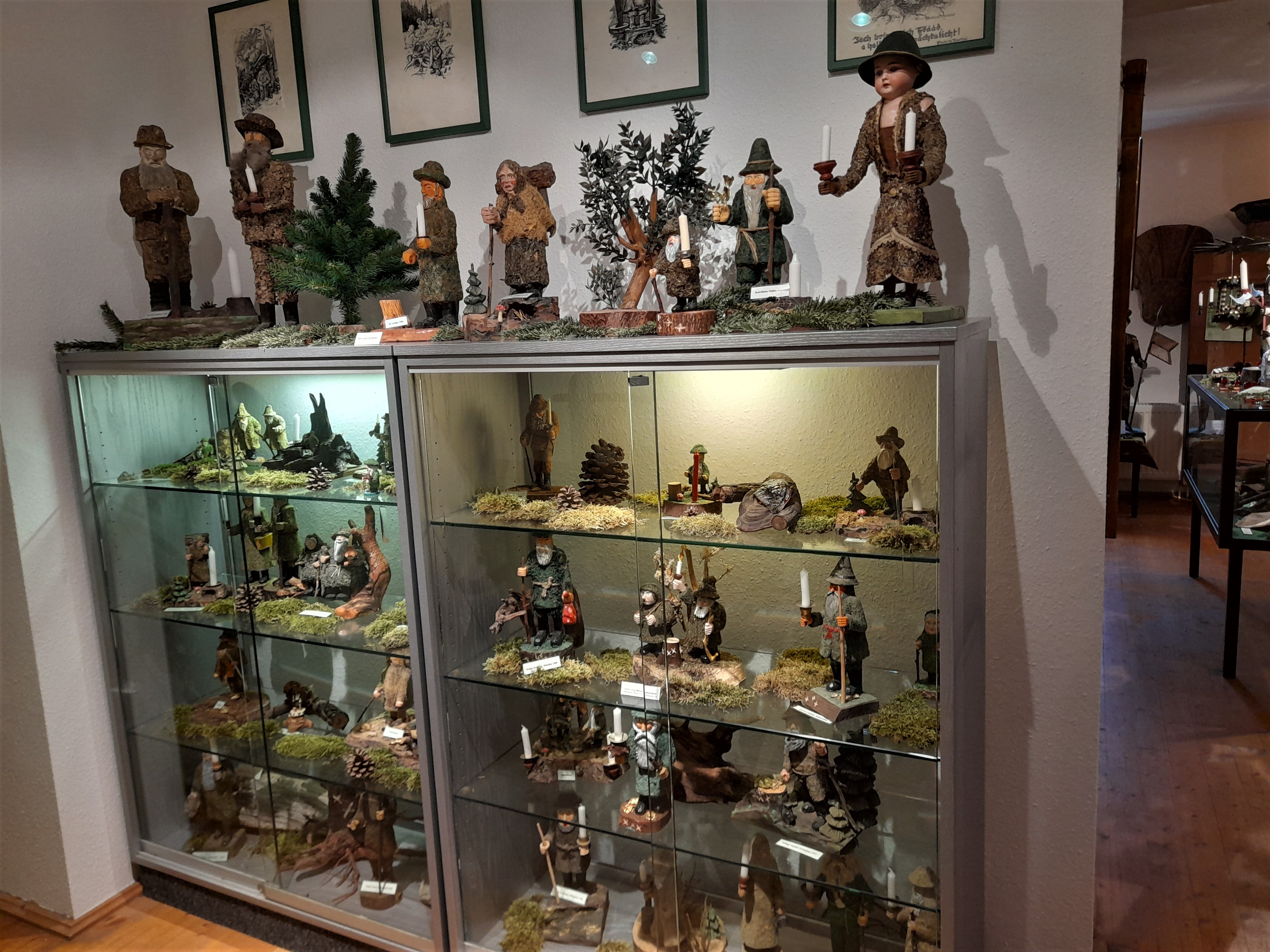
Moosmänner und Moosweiblein im Heimatmuseum Falkenstein
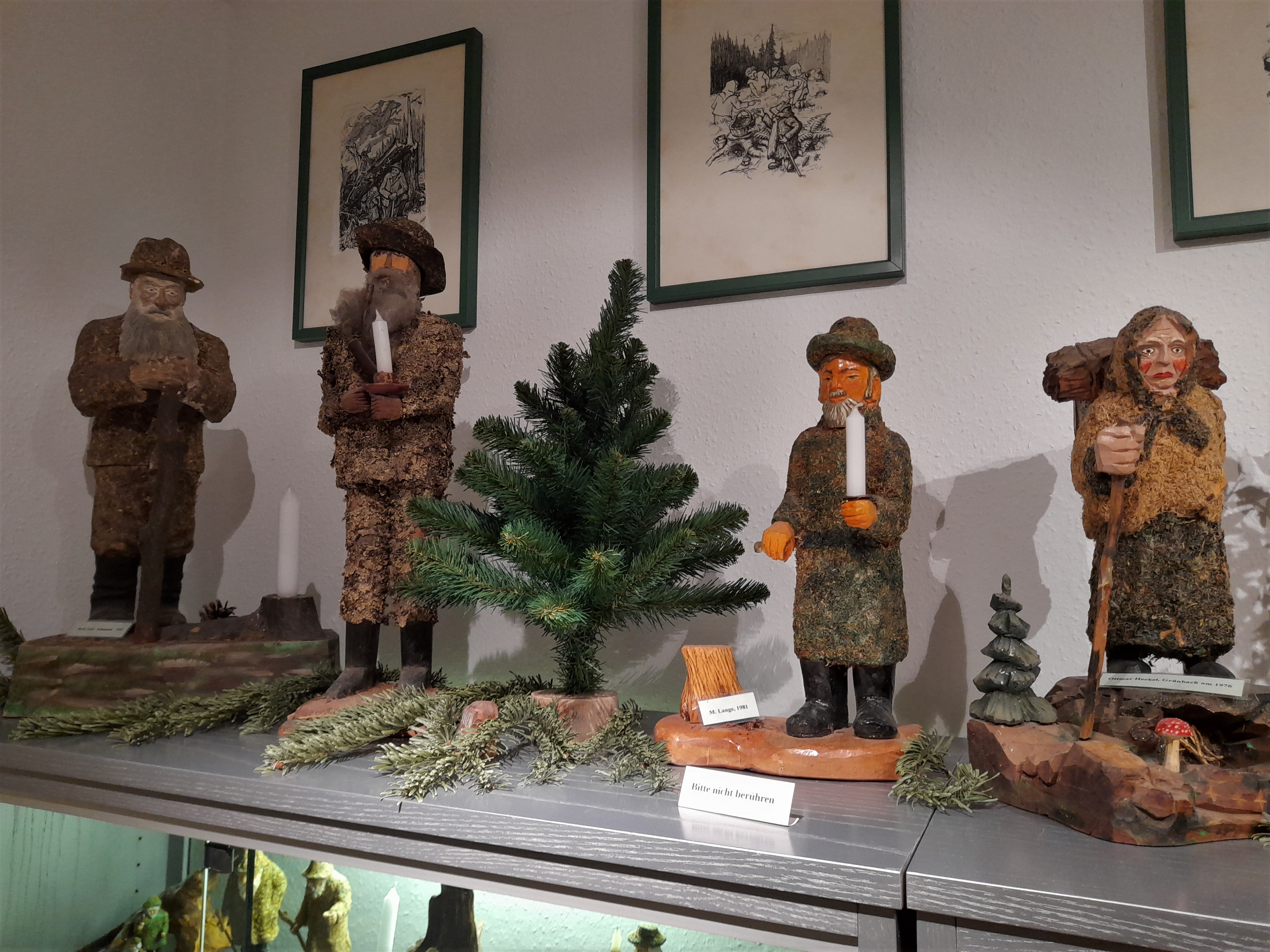
Moosmänner und Moosweiblein im Heimatmuseum Falkenstein
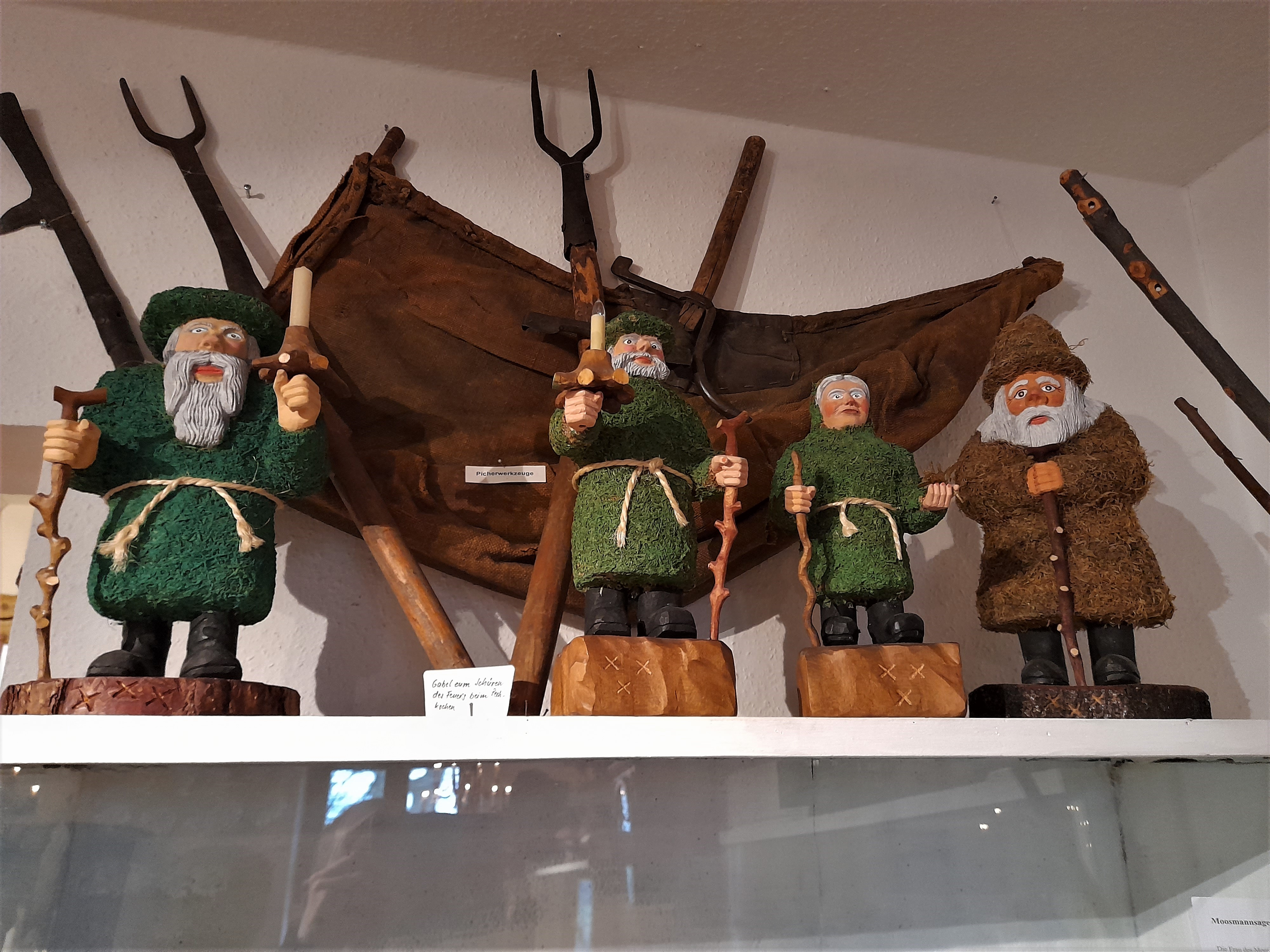
Moosmänner und Moosweiblein im Heimatmuseum Falkenstein
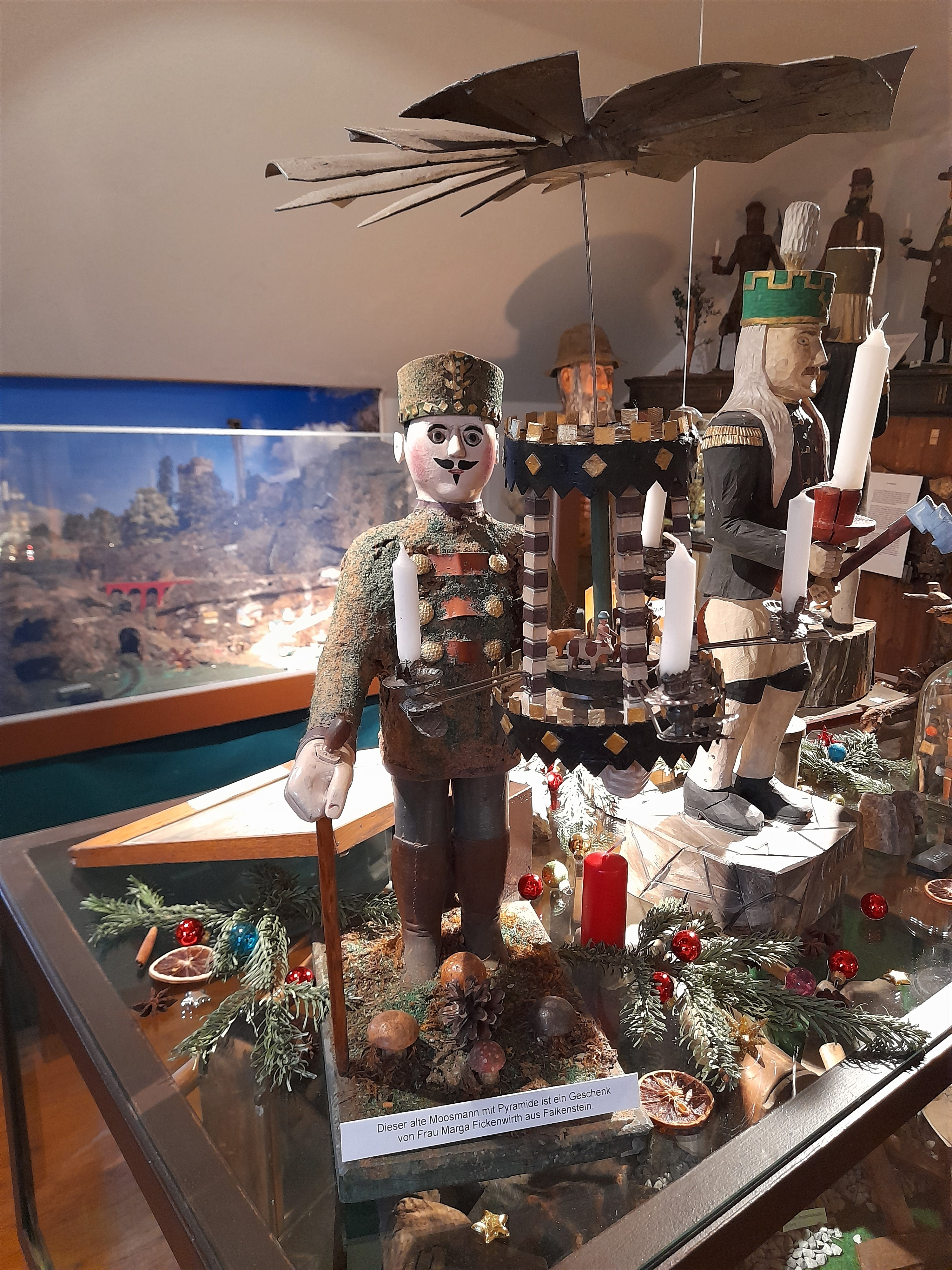
Moosmann mit Pyramide im Heimatmuseum Falkenstein
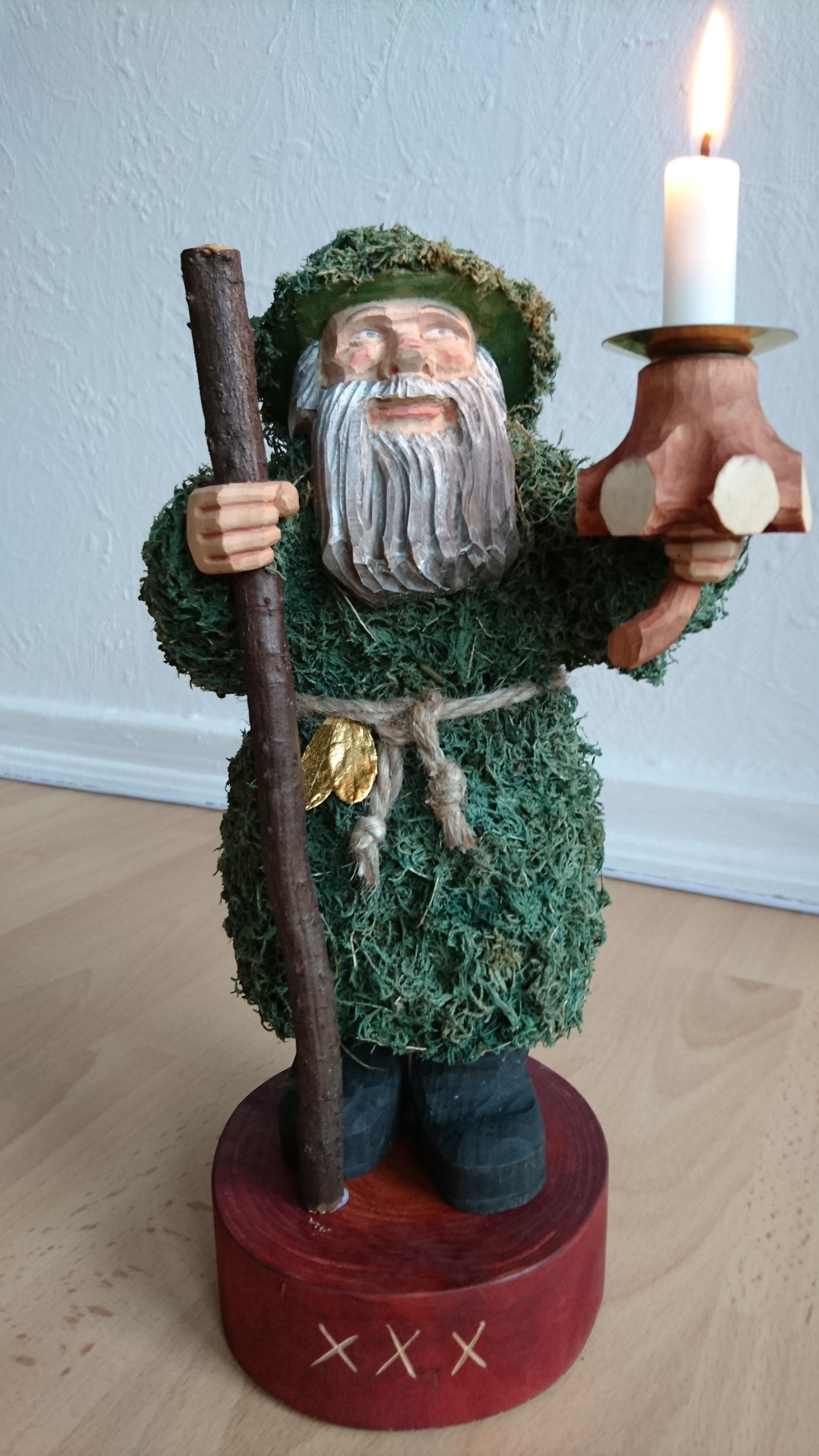
Moosmann, individuell
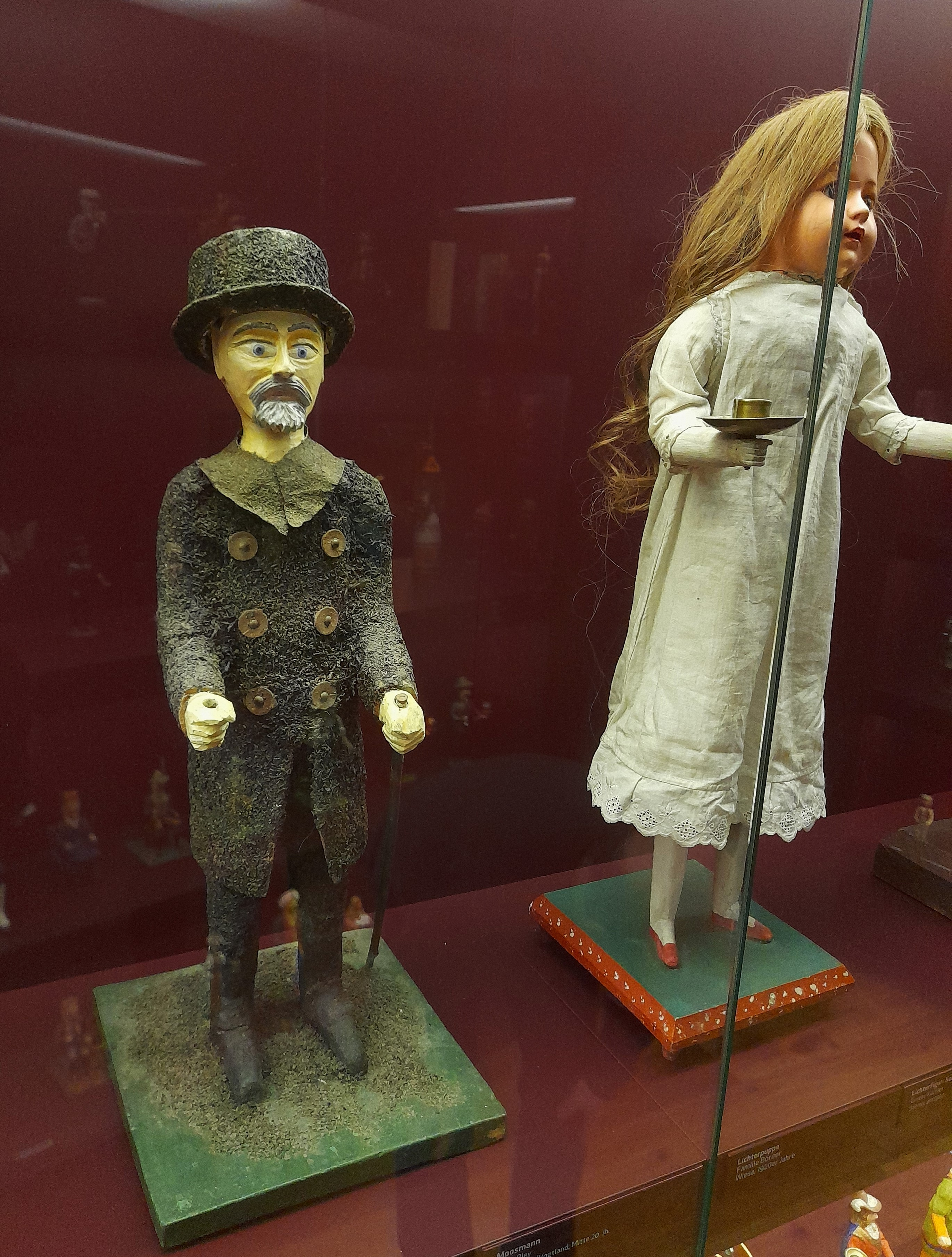
Moosmann in der Manufaktur der Träume, Annaberg-Buchholz

## Moosmann-Pokal
2024 wurde bei einem Wettbewerb im Berufsschulzentrum Falkenstein für angehende Köche erstmals der Moosmann-Pokal überreicht. Der Wettbewerb soll fortgesetzt werden.